# Mohoua pipipi
Espèce
Statut de conservation UICN

 LC  : Préoccupation mineure
Le Mohoua pipipi (Mohoua novaeseelandiae ou en maori de Nouvelle-Zélande : Pipipi) est une espèce de passereaux endémique de l'île du Sud en Nouvelle-Zélande.
Mesurant environ 13 cm à l'âge adulte, le Mohoua pipipi est un petit oiseau au plumage marron, plus clair sur ses parties inférieures. Il est notamment reconnaissable par la rayure blanche derrière son œil. L'oiseau se nourrit principalement d'invertébrés et de fruits.
Le Mohoua pipipi est monogame. La femelle, qui a normalement deux couvées par saison, pond entre fin septembre et début février. Le Mohoua pipipi est considéré comme une espèce de préoccupation mineure par l'Union internationale pour la conservation de la nature.
Bien qu'il ait longtemps été considéré comme un genre à part entière (Finschia), le Pipipi est une espèce du genre Mohoua, sans sous-espèce.

## Morphologie

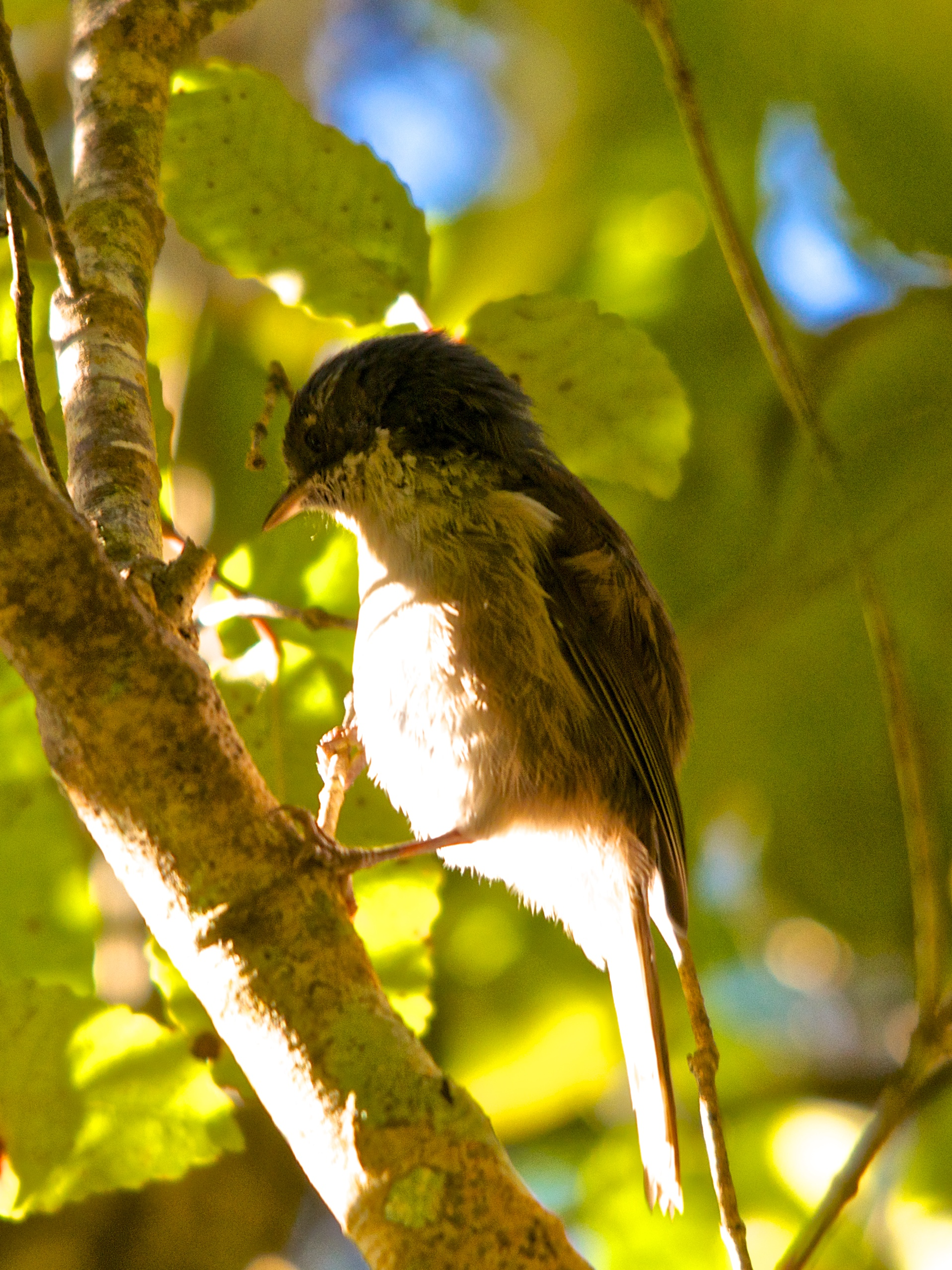
Un Mohoua pipipi de profil.

La partie supérieure du plumage du Mohoua pipipi est un mélange de marron et noisette, tandis que le bas du corps est d'un marron sensiblement plus clair. Le dessus de sa tête est un mélange de parties brun châtain et brun foncé avec des taches et des stries. Son visage et les zones derrière la tête peuvent être cendrés ou gris foncé. Un trait caractéristique du Mohoua pipipi  est une rayure tendant vers le blanc à proximité de l'œil. Sa queue se démarque avec une bande sombre à son extrémité. Ses pattes et son bec sont entre le rose et le gris-brun. Ses yeux sont sombres, tendant vers le rouge et le marron.
L'âge et le sexe du Mohoua pipipi ont peu d'impact sur son apparence. Les jeunes oiseaux se différencient avant le moi de mai, avec le rebord du bec jaune et des pattes brun foncé. Ils ont également une tête davantage grise et ne possèdent pas encore de bande blanche derrière l'œil. Le Mohoua pipipi adulte mesure environ 13 cm. Le mâle pèse en moyenne 13,5 grammes et la femelle 11 grammes,.

## Écologie et comportement
Bien qu'il soit relativement commun, le Mohoua pipipi est l'espèce la moins connue du genre Mohoua. Cela s'explique notamment par le fait qu'il se nourrit peu au sol et que sa vocalisation ressemble à celle d'autres petits oiseaux, le rendant difficilement identifiable.

### Alimentation

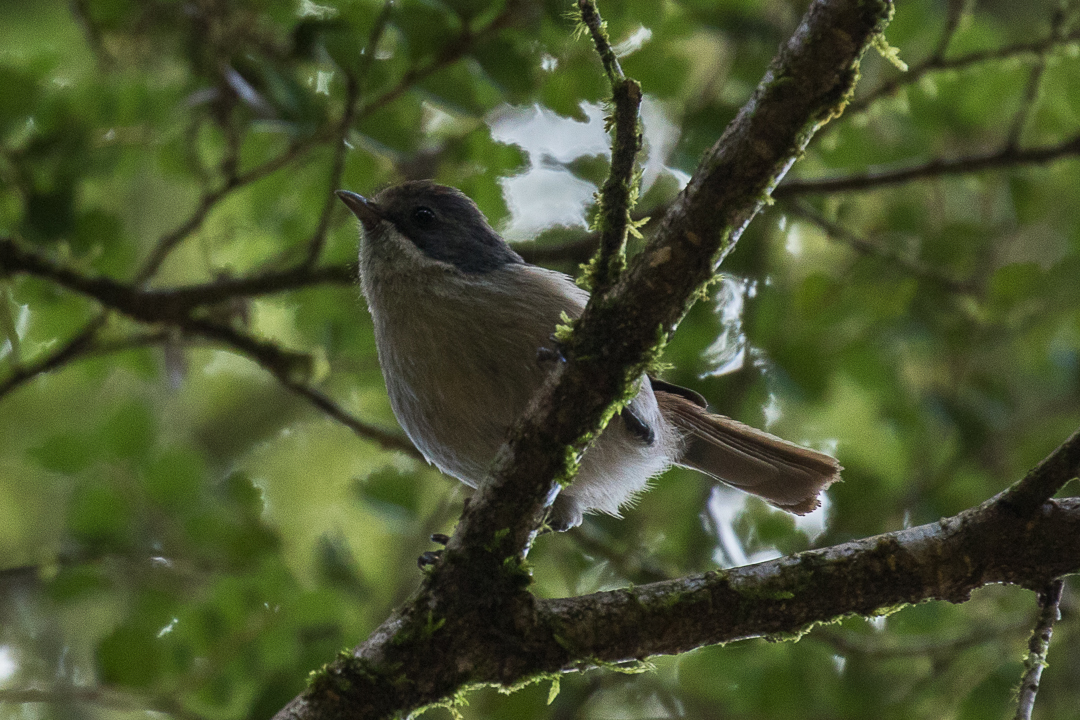
Un Mohoua pipipi à proximité du.

Le Mohoua pipipi mange principalement des invertébrés mais se nourrit également de fruits, notamment à l'automne. Ses principales proies sont les araignées, chenilles, coléoptères, diptères et hétérocères. Parmi les fruits, on note les fruits mûrs du Coprosma
Si le Mohoua pipipi glane généralement des invertébrés sur des petites branches ou des feuilles de la canopées, il se pend parfois sous les branches pour les atteindre. Ses puissantes pattes et serres lui permettent cette acrobatie. L'oiseau peut aussi fouiller de grandes branches ou sous de l'écorce déchirée. Le Mohoua pipipi cherche généralement sa nourriture à plus de deux mètres de hauteur, ne se nourrissant que rarement à même le sol.
L'oiseau chasse le plus souvent par groupe de 3 à 12 individus, plus rarement par paire. Ces groupes peuvent inclure le couple et ses oisillons, ainsi que d'autres couples en dehors de la période de reproduction. Les couples cherchent leur nourriture ensemble, sur leur territoire, durant cette période. À la fin du XIXe siècle, des nuées de Mohoua pipipi pouvaient occasionnellement se nourrir sur des carcasses de moutons, aux abords d'abattoirs, lorsque la nourriture venait à manquer.

### Vocalisations
Le Mohoua pipipi émet des sons vocalisés toute l'année toute la journée, à l'exception de la fin de l'été au cours de laquelle il est silencieux.
Son chant est à son pic au printemps, lorsque le mâle émet un long chant territorial. Le chant varie entre chaque oiseau. Cependant, le chant du mâle est un mélange de marmonnements, sifflets mélodieux et notes sévères, tandis que celui de la femelle est une séquence rapide de brèves notes, dont la dernière est aiguë et prolongée. Si le chant du Mohoua pipipi est clairement distinct d'autres espèces, son jacassement courant — rauque — peut facilement être confondu avec celui d'autres petits oiseaux du bush,.
Il semble que différentes populations de Mohoua pipipi utilisent différents dialectes. Par exemple, la population de l'île Stewart a un chant légèrement différent de la population des contreforts du mont Cook. D'après une étude sur le comportement du Mohoua pipipi, le mâle répondrait davantage à la présence d'un oiseau inconnu ayant le même dialecte (en chantant plus fort) qu'à celle d'un oiseau qu'il reconnaîtrait d'un territoire voisin. Cette découverte renforce l'idée que le Mohoua pipipi est un oiseau territorial.

### Reproduction

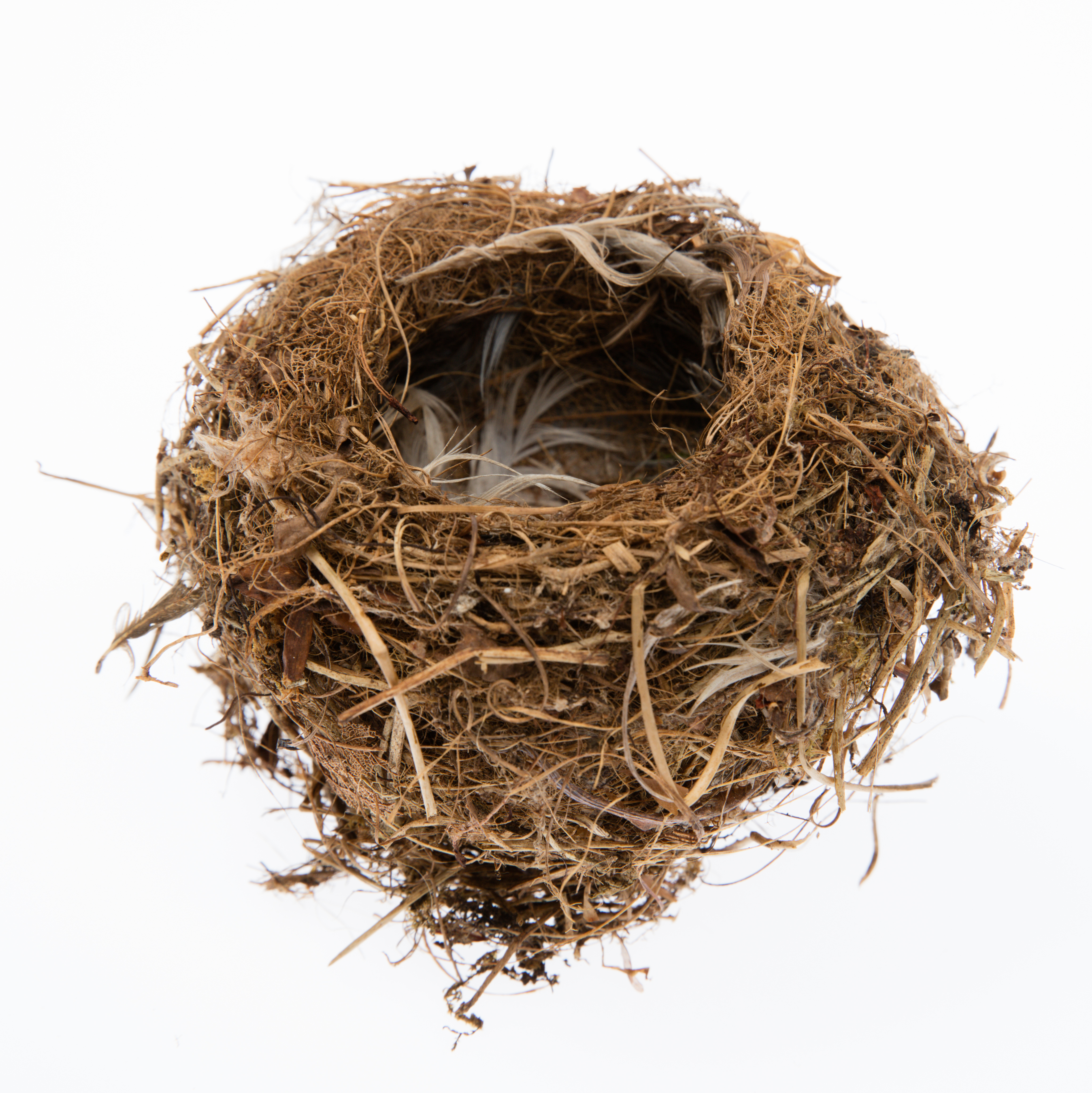
Un nid de Mohoua pipipi.

Le Mohoua pipipi est monogame et montre un niveau élevé de fidélité. Les oiseaux ne changent généralement de partenaire qu'en cas de décès. Les couples défendent ardemment leur territoire durant la période de reproduction, et de manière moindre durant le reste de l'année.
En septembre, les femelles construisent les nids à partir de brindilles, écorce, herbes, mousse et lichen, qui sont reliées par des toiles d'araignées et recouvertes par de l'herbe, des plumes et de la laine. Le nid, qui ressemble grossièrement à une tasse profonde, prend 5 à 17 jours pour être assemblé. Il est construit dans la canopée dense ou des arbrisseaux entre 1 et 10 mètres au-dessus du sol. Le mâle garde le nid durant sa construction et jusqu'à deux-trois jours avant la ponte.
Le Mohoua pipipi pond entre fin septembre et début février. La femelle a normalement deux couvées par saison, avec un pic de ponte entre début octobre et fin novembre. Elle peut avoir jusqu'à quatre portées par saisons si le nid tombe, mais seuls deux portées seront couvées. Elle peut pondre deux à quatre œufs à 24 heures d'intervalle. La taille d'un œuf est d'environ 18,5 mm sur 14 mm, pesant en moyenne 1,9 gramme. Les œufs sont blancs et rose foncé, mouchetés de rouge-brun. La femelle couve les œufs pendant 17 à 21 jours jusqu'à l'éclosion.

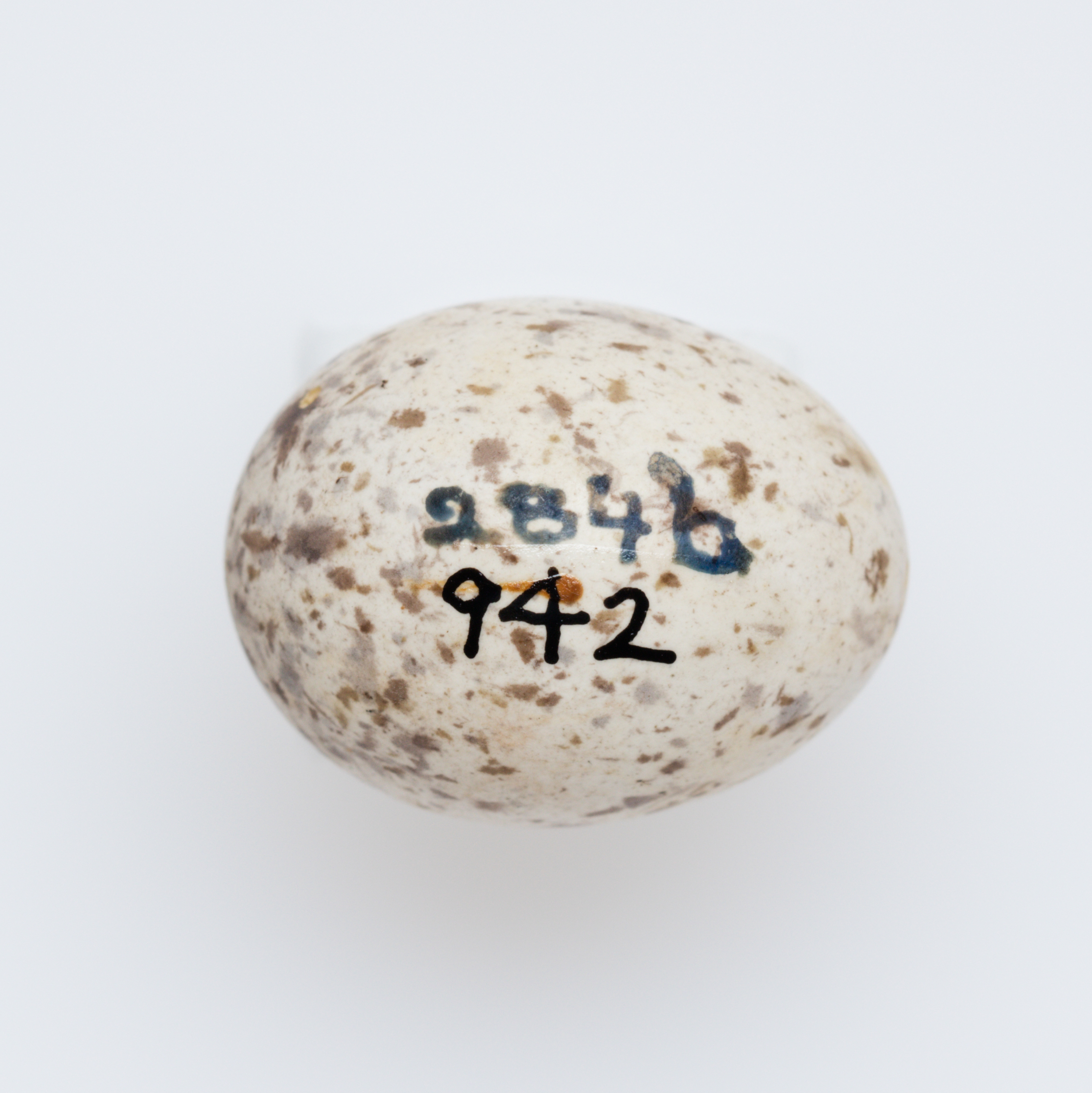
Un œuf de Mohoua pipipi.

La mâle et la femelle nourrissent tous les deux les jeunes oisillons, jusqu'à ce que poussent leurs plumes entre 18 et 22 jours. Lorsque la femelle couve sa deuxième portée, le mâle continue à nourrir les oisillons seul. En cas de sécheresse, des oiseaux n'ayant pas réussi à sauver leur couvée peuvent aider d'autres couples à nourrir leurs oisillons. Les jeunes oiseaux sont nourris au plus tard jusqu'à la fin de l'hiver, lorsqu'ils deviennent indépendants (après 35 à 65 jours). Il arrive que le Mohoua pipipi nourrisse durant l'été des petits Coucou de Nouvelle-Zélande, espèce parasitaire bien plus grande.
Lorsque les jeunes oiseaux sont indépendants, ils forment des groupes avec les autres oiseaux nés à la même saison. Ces volées peuvent comprendre jusqu'à 60 individus et se mélangent souvent à d'autres oiseaux de la forêt (Gérygone de Nouvelle-Zélande, Méliphage carillonneur, Rhipidure à collier, Zostérops à dos gris). Les jeunes oiseaux peuvent à leur tour se reproduire après un an. Les jeunes mâles apprennent à chanter à travers leurs mâles voisins et non leurs parents.
Parmi les œufs, 63 % éclosent et 36 % deviennent des oisillons. La prédation compte pour 62 % des pertes d'œufs et 66 % des morts d'oisillons. En moyenne, le taux de succès du Mohoua pipipi est de 1,6 oisillon par adulte par an. Sur le site de Kaikoura, le taux de survie des adultes est de 82 %, pour une espérance de vie de cinq ans. Le temps de génération du Mohoua pipipi est d'environ 7 ans.

## Répartition et habitat
Espèce endémique de Nouvelle-Zélande, le Mohoua pipipi se retrouve de manière éparse dans les forêts de l'île du Sud. Il se trouve notamment à l'ouest et au nord des Alpes du Sud, dans le Fiordland et dans les fruticées sèches de Canterbury et Marlborough. L'oiseau est présent sur certaines îles du Fiordland (Chalky, Resolution et Secretary), des Marlborough Sounds (Arapaoa, Maud et Urville) ainsi que sur l'île Stewart et certains ilets voisins. Il est particulièrement abondant sur l'île de la Morue. Des populations isolées se trouvent également sur la péninsule de Banks ou dans l'Otago.
Le Mohoua pipipi vit dans des milieux très variés : les bois d'arbrisseaux (manuka et kanuka), les forêts de grands arbres (hêtres et podocarpacées), les forêts primaires de pins, etc.. La population de Mohoua pipipi a fortement diminuée lors de l'arrivée des Européens en Nouvelle-Zélande, en raison de la destruction des forêts de plaine autrefois habitées par l'animal. Les oiseaux qui se reproduisent en altitude redescendent vers les plaines en nuées durant l'hiver. À cette exception près, le Mohoua pipipi n'est pas un oiseau migrateur,. Pour élever les petits, les nids sont construits dans la canopée des forêts, dans une végétation dense.

## Menaces et conservation

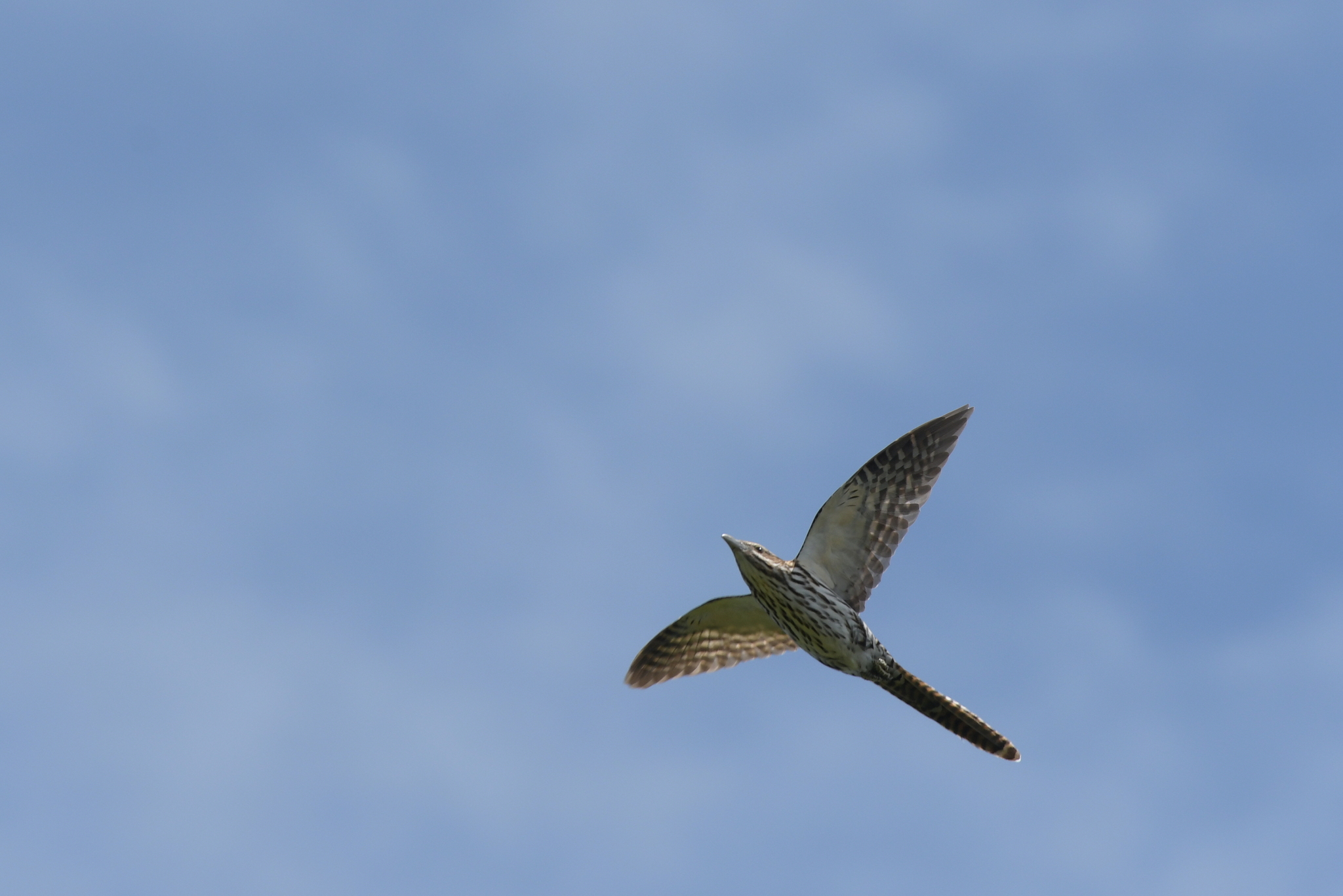
Le Coucou de Nouvelle-Zélande parasite les nids du Mohoua pipipi.

Le Mohoua pipipi est considéré comme une espèce de préoccupation mineure par l'Union internationale pour la conservation de la nature. Bien que l'oiseau soit relativement commun, sa population a décliné en raison de la destruction de son habitat et de l'introduction de prédateurs. La population de Mohoua pipipi a ainsi commencé à décliner peu après l'introduction de chats, rats et autres mustélidés par les Européens. Les œufs et les jeunes oiseaux sont particulièrement la proie de l'hermine et du rat noir. La destruction d'une partie importante des forêts de plaine de l'île du Sud par les Européens explique également cette évolution. Leur distribution serait en voie de stabilisation. Par exemple, l'un de ses prédateurs la Ninoxe rieuse a disparu dans les années 1930.
L'oiseau est l'un des principaux hôtes du Coucou de Nouvelle-Zélande, parasite de couvée, dans l'île du Sud et sur l'île Stewart. Il est également parfois parasité par le Coucou éclatant. Dans ce cas, le Coucou remplace les œufs de son hôte par l'un de siens. Le Mohoua pipipi rejette souvent les œufs du Coucou, grâce à un nid ouvert qui laisse passer davantage de lumière et augmente les chances de reconnaître un œuf étranger. Ce rejet, plus fréquent que les autres espèces de Mohoua, s'expliquerait aussi par la capacité du Mohoua pipipi à reconnaître les œufs étrangers grâce au rayonnement ultraviolet. Le Coucou choisit toutefois d'imiter les œufs du Mohoua pipipi. Il arrive que le Mohoua pipipi s'attaque au Coucou de Nouvelle-Zélande de manière préventive au printemps et à l'été. Dans ce cas, des individus produisent des cris d'alerte, rameutant une nuée qui entoure la prédateur, ailes et queues dressées. Les oiseaux de la nuée sautent entre les branches et crient jusqu'au départ du prédateur. Cette technique est parfois observée contre d'autres oiseaux, des chats, des hermines, des rats ou même des humains.

## Taxinomie

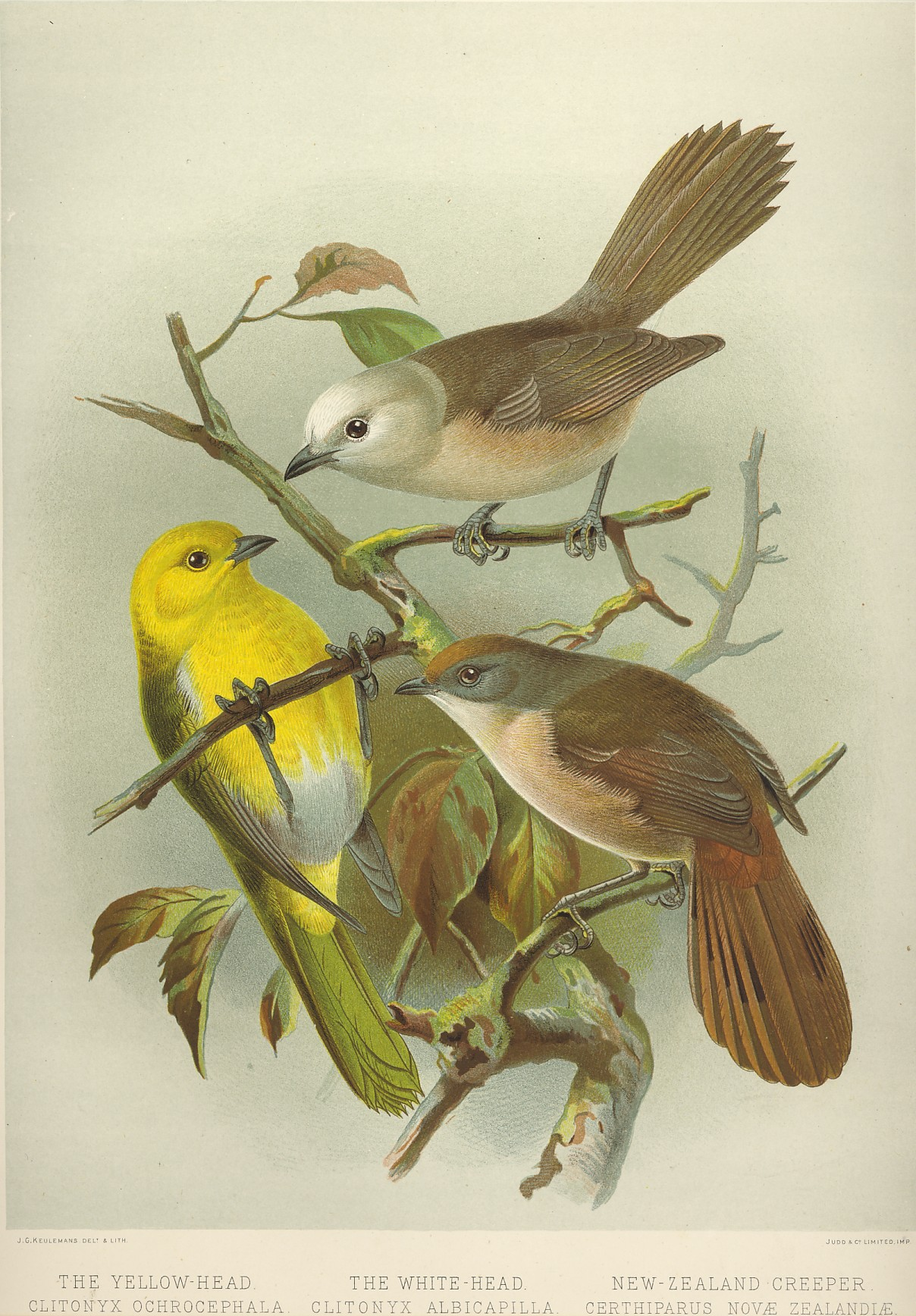
Les trois espèces de Mohoua par John Gerrard Keulemans en 1888, avec le Mohoua pipipi en bas à droite.

Le Mohoua pipipi est formellement décrit en 1789 par le naturaliste allemand Johann Friedrich Gmelin dans son édition corrigée et étendue de Systema naturae de Carl von Linné. Gmelin le classe avec les mésanges dans le genre Parus et lui donne le nom binominal Parus novaeseelandiae,. Gmelin base sa description sur la « mésange de Nouvelle-Zélande » (en anglais : New-Zealand titmouse), décrite en 1783 par l'ornithologue anglais John Latham dans son ouvrage A General Synopsis of Birds. Le naturaliste Joseph Banks a donné à Latham une aquarelle de l'oiseau peinte par Georg Forster, qui a accompagné James Cook lors de son deuxième voyage dans le Pacifique. Le spécimen peint a été recueilli en 1773 dans le Dusky Sound, au sud-ouest de l'île du Sud. Cette image est désormais l'holotype pour l'espèce, conservé dans la collection du musée d'histoire naturelle de Londres,.
Le Mohoua pipipi se trouve aujourd'hui — avec le Mohoua à tête blanche et le Mohoua à tête jaune — dans le genre Mohoua, introduit en 1837 par le naturaliste français René Primevère Lesson. L'espèce est monotypique, sans sous-espèce reconnue. Le Pipipi était auparavant classé dans son propre genre : Finschia (Finschia novaeseelandiae). Cependant, une étude génétique moléculaire publiée en 2013 a révélé la proximité entre cette espèce et les deux autres Mohouas. Cette découverte a été prise en compte par le Congrès ornithologique international en septembre 2013, introduisant le Mohoua pipipi dans le nouveau genre Mohoua.
En anglais, l'Union internationale des ornithologues utilise le nom commun Pipipi. L'oiseau est parfois appelé « Grimpereau brun » (Brown creeper), nom commun qu'il partage avec une espèce nord-américaine (Certhia americana) avec laquelle il n'a pas d'autre lien.